# أكواماكس (محرر نصوص)
أكواماكس هو محرر نصوص مهيء ليحل محل محرر النصوص إيماكس على أنظمة ماك أو أس أكس وقد تم إنشائه على قاعدة محرر النصوص جنو إيماكس الذي ينتمي بدوره إلى مشروع جنو وقد تم وضع تصميم واجهة المستخدم بعين الاعتبار لتتوافق مع معايير تصميم ماك أو أس أكس.
و من بين التغييرات التي يطبقها أكواماكس وبشكل افتراضي هو اظهار تبويبات التحرير لتنظيم عملية تحرير النصوص بالإضافة لدعمه عدد من اختصارات لوحة المفاتيح التي تعتبر من معايير ماك أو أس أكس مثل الاختصار "Command-W" لإغلاق نافذة التحرير و"Command-S" لحفظ تغييرات الملف. ويوجد أيضاً صندوق حوار خاص بوظائف الطباعة بالإضافة إلى وظائف أخرى تقوم باستغلال مفتاح "Option key" بطريقة فعالة على لوحة مفاتيح الماك ليحل محل مفتاح "Meta key" الذي يستخدم في المحرر إيماكس. ويمكن تغيير تصميم نوافذ التحرير بشكل تلقائي ليتناسب مع النسق الرئيسي المفعل للنظام وتم أيضاً تصميم الأيقونات وأنواع خطوط الكتابة لتبدو مشابهة لتطبيقات ماك الأخرى.
و يعتبر أكواماكس أحد توزيعات إيماكس التي أضافت عدد من الامتدادات والوظائف إلى جنو إيماكس بهدف إيجاد بيئة تطوير متكاملة ودعم العديد من الشكليات من بينها دعم تحرير لاتخ، ونضيف أيضاً أن كل هذه الوظائف يتمن تنصيبها بدون الحاجة إلى تفعيل أي إعدادات خاصة من قبل المستخدمين.

## نمط تحرير ويكيبيديا
في نسخته الأخيرة قام المطورون بإضافة نمط تحرير ويكيبيديا إلى محرر النصوص أكواماكس مما يسهل عملية تحرير النصوص على موسوعة ويكيبيديا بالإضافة إلى أي موقع يعمل على برمجية ميدياويكي.